# Haidakhan Babaji
Pour les articles homonymes, voir Babaji.
Haidakhan Babaji, appelé aussi simplement « Babaji » ou Bhole Baba (« Simple Père », un des noms de Shiva) par ses dévots, est un maître spirituel qui est apparu au nord de l'Inde (Uttarakhand) et a enseigné publiquement de 1970 à 1984. Leonard Orr a mis par écrit sa rencontre avec Haidakhan Babaji, et avec Sondra Ray l'ont fait connaître aux Occidentaux comme étant Mahavatar Babaji.
Haidakhan Babaji est mort le 14 février 1984.

## Haidakhan Babaji et Mahavatar Babaji, le maître immortel
Plusieurs personnes (Leonard Orr, Sondra Ray...) affirment que Haidakhan Babaji est Mahavatar Babaji, le maître immortel rencontré par Lahiri Mahasaya en 1861 et décrit par Paramhansa Yogananda dans son livre Autobiographie d'un yogi. Cette affirmation peut sembler contradictoire puisque Mahavatar Babaji est décrit comme immortel par Yogananda alors que Haidakhan Babaji est mort en 1984. Mais Babaji est aussi connu pour prendre le karma physique de ses dévots et dissoudre ces karmas par son propre corps, au point de laisser son corps mourir. Babaji pourrait toujours réapparaître avec le même corps par sa maîtrise de la matière. Ainsi, en 1970, Haidakhan Babaji serait apparu sous la forme d'un adolescent dans une grotte sacrée au pied de l'Himalaya.
De 1924 à 1970 bien que Babaji ne se manifestât pas publiquement, il y a beaucoup de témoignages de son action avec de petits groupes de dévots.
En octobre 2010, Shri Muniraj, son disciple et successeur dans la direction de ses ashrams, a parlé de la nouvelle venue de Babaji et qu'il aurait déjà pris une forme matérielle. Le 23 août 2013, Shri Muniraj décède sans que Babaji ne se soit manifesté physiquement à nouveau, par contre il continue d'apparaître en rêve à ses dévots de par le monde.

## Enseignement

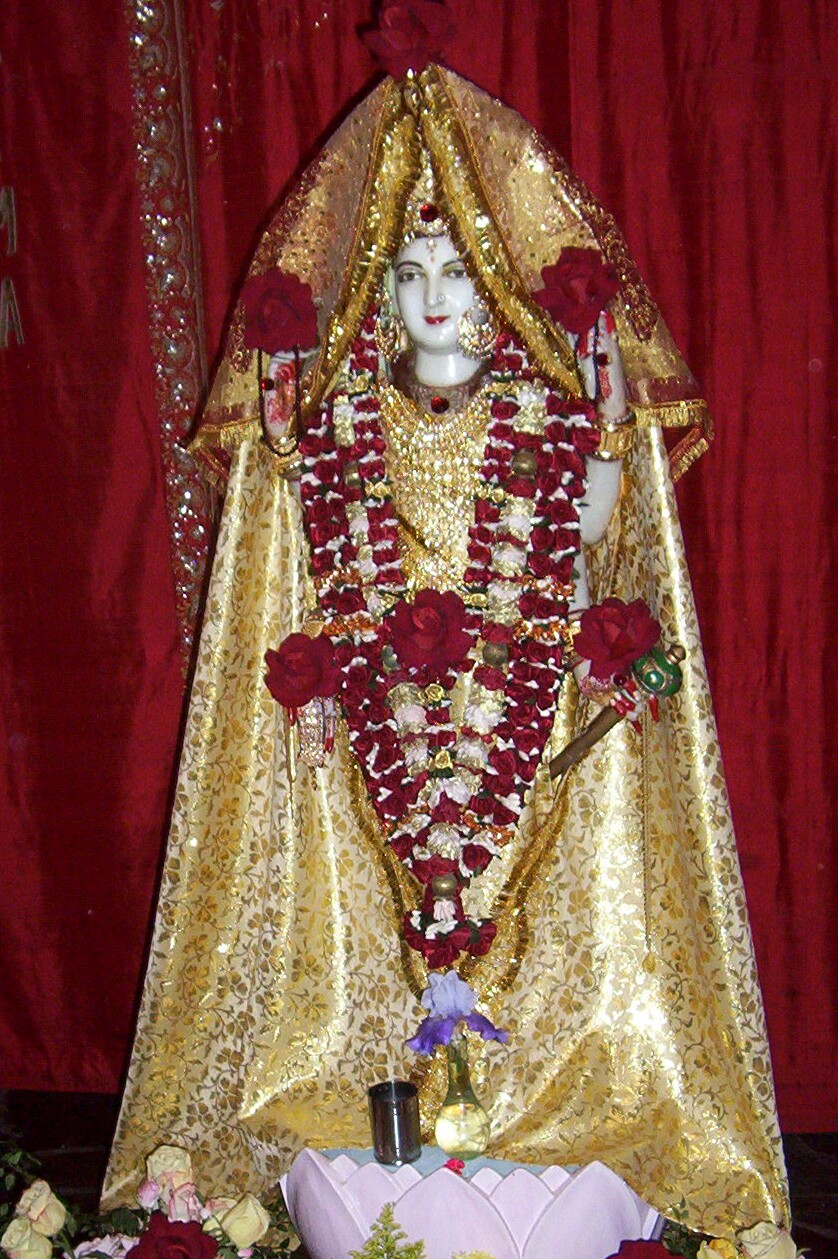

Babaji a enseigné que le Sanatana Dharma ou « religion éternelle » était de mener une vie basée sur la vérité, la simplicité et l'amour. Bien qu'il ait enseigné dans une perspective hindoue, il considérait que toutes les religions étaient bonnes et utiles. Il a également enseigné que le karma yoga et le japa, la répétition d'un mantra, étaient le meilleur chemin à suivre pour la majorité des gens. Il a en particulier souligné le mantra "ॐ namaḥ śivāy" ( ॐ नमः शिवाय् ) « OM Namah Shivay » en déclarant qu'il était « plus puissant qu'une bombe nucléaire ».
Dans son enseignement, il parle d'une grande catastrophe mondiale et aussi de révolution. La seule manière de se préparer et de survivre à ceci serait de prier la divinité de notre croyance ou de chanter OM Namah Shivay.
Le Japa, la répétition du nom de Dieu, était une partie centrale de l'enseignement de Haidakhan Babaji : "Ayez la foi ! Répéter le Nom du Seigneur n'est pas la première, mais dernière étape de la pratique spirituelle ! Quand les lions entrent dans la forêt, les autres animaux courent au loin. De même, toutes les pensées mauvaises disparaîtront avec la répétition du Nom du Seigneur. Répéter le Nom du Seigneur vous apportera la compagnie des bonnes gens et vous serez proche des saints. Bénis sont les quelques-uns qui laisseront le royaume du monde pour le Nom du Seigneur. Un tel dévot réside toujours dans mon cœur."
"Répétez toujours le Nom de Dieu. Quoi que vous fassiez, partout où vous êtes, répétez le Nom du Seigneur. Om Namah Shivay est le mantra originel. Il est tel un nectar, il nourrit chacun avec ce nectar. Quand Mahashakti, l'énergie primordiale, se manifesta la première, les mots qu'elle prononça furent Om Namah Shivay".

## Saddhana, pratiques spirituelles
Outre le japa et le karma yoga, les dévots de Babaji célèbrent un Ārtī dans ses ashrams matin et soir accompagnés de kirtans, des chants dévotionnels. Les kirtans sont chantés en son honneur en tant qu'incarnation de Shiva, à la déesse Haidhandandeshwari, manifestation de la Maha devî, shakti de Shiva, à Haidhakhan. Les autres chants sont dédiés aux différents aspects de la Maha devî (Durga, Kâlî, Jagadamba, Bhavani, Sītā, Radha...) et de Brahman (Brahma, Vishnu, Shiva, Ganesh, Hanuman, Rāma, Krishna...).
Parmi les nombreuses fêtes hindoues, trois fêtes rassemblent les dévots de Babaji de par le monde :
- Chaitra Navaratri, le Navaratri de printemps, les neuf nuits de la Mère divine qui débutent à la nouvelle lune de Chaitra (mars/avril).
- Gurupurnima à la pleine lune (purnima) de juillet, fête hindoue et bouddhiste en l'honneur du maître que l'on suit.
- Ashwin Navaratri, le Navaratri d'automne qui débute à la nouvelle lune d'Ashwin (septembre/octobre).

La souvenir de la mort de Babaji est aussi fêté localement (Mahasamadhi) le 16 février selon le calendrier lunaire hindou.